# Masacalla

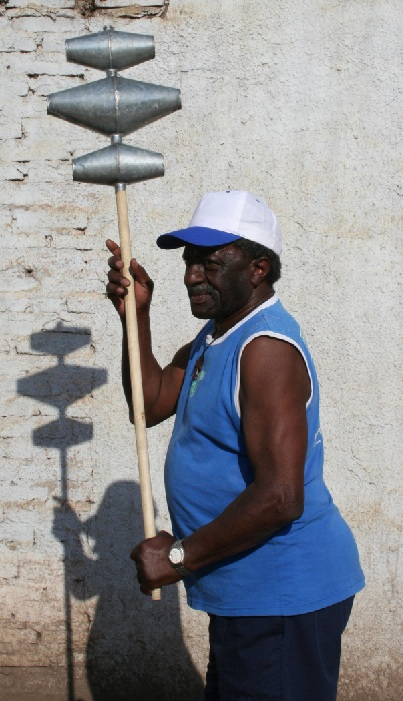
Um integrante da "Comparsa Negros Argentinos" da Associação Misibamba tocando uma masacalla de 3 corpos.

A masacalla (também escrita como mazacalla, masacaya ou mazacaya) é um idiofone de golpe indireto, de sacudir, consistente em um cabo de madeira que tem em sua extremidade distal entre um e três copos de estanho, cada um formado por dois troncos de cone unidos por sua base, contendo seixos, sementes e/ou pequenos objetos de metal. Quando a figura romboide é única, pode estar tanto na horizontal quanto na vertical e quando são duas ou três são perpendiculares à haste e de tamanhos diferentes. É usada para acompanhar os tambores llamador e repicador no candombe afro-argentino e o som é feito movendo o cabo verticalmente com uma mão, nas pequenas, e com as duas mãos nas grandes. De acordo com a classificação decimal de instrumentos musicais de Hornbostel e Sanchs (Vega 1989), corresponde o número 112.13. É um dos poucos instrumentos estudados anteriormente, já que está incluído no livro Diccionario de africanismos en el castellano del Río de la Plata, de Néstor Ortiz Oderigo (2007, p. 145–149), embora atualmente algumas afirmações devem ser consideradas com cautela.

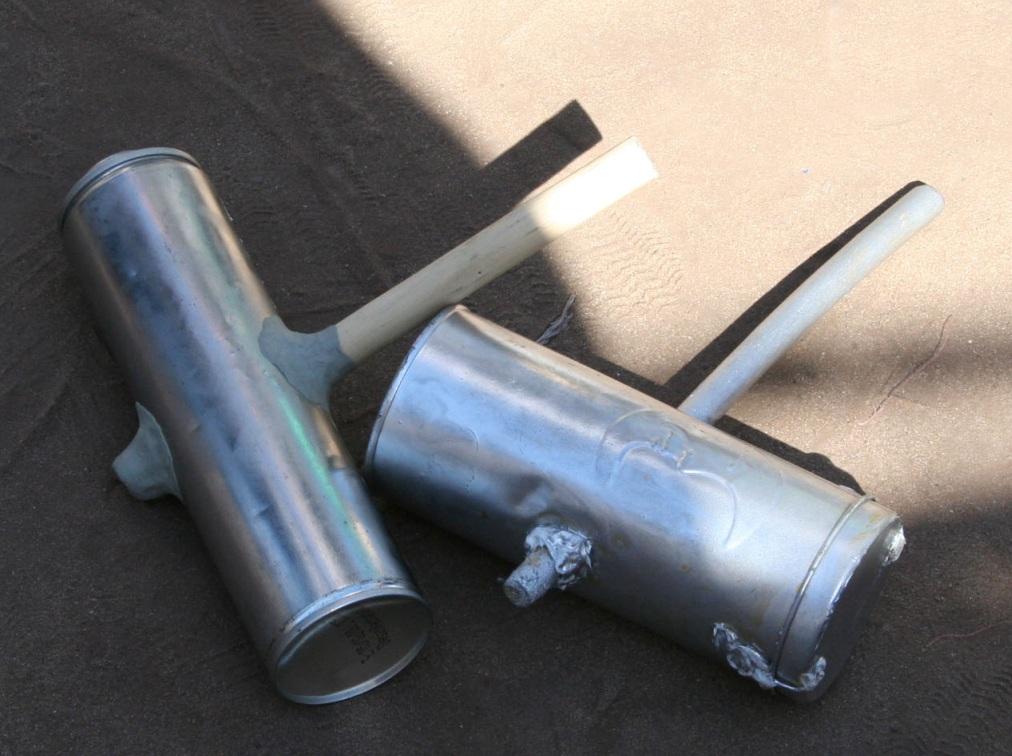
Masacallas de 1 corpo.

Fora do ambiente afroporteño, a masacalla era utilizada na Sociedade Coral Carnavalesca — Negros Santafecinos, da cidade de Santa Fé (Cirio 2011, em López 2011).

## Relatos históricos
Em um artigo anônimo publicado em La Broma no dia 3 de março de 1882 (primeiro ano, período VI, Nº 60, p. 1) chamado “Nuestras sociedades carnavalescas” lemos: “Há um sem-número desses jovens, se alguma de nossas tias pedir-lhes firmemente para tocar o tambor ou a masacalla em alguns dos poucos lugares dos nossos avós que ficaram como recordação de que eles tinham mais ideia e poder para socializar do que muitos deles” (Cirio 2009, p. 216–217). No artigo “El candombe callejero”, publicado por Figarillo em Caras y Caretas em 11 de fevereiro de 1889 (s/p), a masacalla é sua ilustração central, mas seu tamanho exagerado obedece a uma demanda estética em relação à apresentação do artigo.

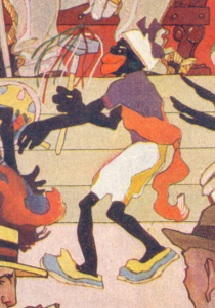
Desenho de um negro candombero tocando uma masacalla. Capa de Caras y Caretas de 24 de novembro de 1917. Buenos Aires.

Em uma data imprecisa entre o final do século XIX e o início do século XX, Marín León Boneo pintou o quadro Candombe federal ao menos em três versões, duas das quais pertencem ao Museu Histórico Nacional da Argentina. Nelas aparecem duas grandes masacallas sendo tocadas por indivíduos negros. Um documento única que é testemunha da sua essência sonora é a zarzuela bufa do compositor negro de Buenos Aires Zenón Rolón, "Una broma improvisada o Los autómatas de Tartafell" (1900, letra de Rafael Barreda). Começa com um prelúdio com cortina fechada e aparece em sua nutrição orgânica (literalmente, masacaya), pois se trata de emular os sons típicos do carnaval de Buenos Aires, entre eles o do candombe. Existem outros dois desenhos coloridos de mascallas em duas capas de Caras y Caretas (29 de fevereiro de 1908 e 24 de novembro de 1917).
Por fim, um excepcional documento sonoro é a execução de uma masacalla no filme Juvenilia (Augusto César Vatteone, 1943), baseado no romance homônimo de Miguel Cané. A cena em que aparece corresponde à passagem de rua de uma comparsa de candombe no carnaval. De acordo com o testemunho obtido de uma das atrizes negras, sua relevância documental reside no fato de que, para evitar gastos com adereços e composição musical para uma cena tão curta, o diretor preferiu recorrer aos próprios negros de Buenos Aires, seus instrumentos e sua música. De fato, das muitas outras cenas de candombe no cinema argentino, esta é julgada pelos afroporteños de hoje em dia como a melhor interpretação em filme da história.

## Atualidade
Atualmente os negros de Buenos Aires entrevistados não guardam memória da masacalla, o nome lhes soa estranho e inclusive chegam a confundir-la com a árvore de campainhas. No entanto, está em um processo avançado de retradicionalização a partir da proposta cênica do Grupo Bakongo de candombe porteño. Juan Pablo Suaqué fabricou várias de um corpo e uma de três corpos, sendo esta utilizada pela Comparsa Negros Argentinos em uma cena retratando um carnaval de rua no filme Felicitas (Teresa Constantini, 2009). Para uma fabricação mais rápida, uma variante para a forma do copo nas de um corpo consiste em utilizar um recipiente de metal aerossol, perfurado por um pequeno cabo de madeira.